# Bataille d'Icheriden
Conquête de l'Algérie par la France
La bataille d'Icheriden a lieu le 24 juin 1857, durant la campagne de Kabylie, entre les troupes françaises dirigées par Jacques Louis Randon et une armée kabyle.

## Contexte
Le 23 juin 1857, la division Mac Mahon s'établit sur une position élevée, à Aboudid, et les deux autres divisions au-dessous. Le bivouac s'étend sur 5 lieues. Mais, à cinq kilomètres d'Aboudid, sur le piton d'Ichiridene, 5 000 guerriers kabyles se sont retranchés dans le village et l'ont fortifié. Mac-Mahon attaque ce que certains ont surnommé "l'Alésia kabyle".
Pour soumettre ces populations guerrières de Djurdjura il a fallu toutes les ressources de l'art de la guerre.
Après plusieurs affrontements les zouaves du 2e régiment, et malgré les renforts ne parviennent pas à soumettre les derniers défenseurs de la Kabylie, qui pour honorer leur chute[pas clair] ont armé même leurs enfants. Ce terrible combat sur le plateau d'Icheriden conduit à la soumission de la grande Kabylie, et achève la pacification de la Kabylie.

## Déroulement
5 000 Kabyles sont retranchés dans le village, qu'ils ont pris soin de le fortifier. Mac Mahon ordonne l'assaut. Les trois divisions se mettent simultanément en marche le 24 juin. Après un pilonnage de l'artillerie qui laisse les Kabyles impassibles, Mac Mahon donne alors l’ordre à la troisième colonne, constituée par le 2e régiment étranger, de contourner les retranchements. Le 1er bataillon du régiment, aux ordres du commandant Léon Mangin, s’ébranle sous la mitraille avec calme et résolution, sans riposter. Le 2e bataillon progresse par la droite, le 1er perce au centre, assisté des zouaves. Les Kabyles sont pris dans l'étau qui se resserre.
Malgré une pluie discontinue de balles, les Kabyles suivent, avec étonnement, la colonne française. Le bataillon aborde le flanc des retranchements. Les Kabyles, pris à revers, prennent la fuite.

## Conséquences
La Grande Kabylie est conquise. La bataille a coûté aux Français un nombre de 400 hommes dont 30 officiers. Le général Mac Mahon est blessé, le capitaine Charles-Denis Bourbaki échappe de peu à la mort. Le maréchal Randon promet de n’imposer ni caïds, ni khalifats, et permet aux tribus de garder leurs lois et djemaas.
À la suite de travaux à la sortie est du village d’Ichériden en 2006, plus de 650 tombes anonymes, datant de près de deux siècles, ont été découvertes. Les tombes seraient celles des résistants tombés lors de la prise de Larbaâ Nath Irathen, et la bataille d’Icheriden. Les villageois d'Ichériden ont décidé d'honorer ces résistants anonymes en construisant une stèle à leur mémoire.

## Dans la littérature romanesque
- Philippe Morvan, Ours, Paris, Calmann-Lévy, 2018, 378 p. (ISBN 978-2-7021-6353-5)[2].

### Lien annexe
- Conquête de l'Algérie par la France